# Campeonato Asiático de Atletismo Sub-20 de 2023
A 20ª edição do Campeonato Asiático de Atletismo Sub-20 foi o evento esportivo organizado pela Associação Asiática de Atletismo (AAA) para atletas com até 20 anos classificados como Júnior. O evento foi sediado em Yecheon, na Coreia do Sul, no período de 4 a 7 de junho de 2023. Foram disputadas 45 provas com a presença de 431 atletas de 27 nacionalidades. Teve como destaque o Japão que conquistou 23 medalhas no total, sendo 14 de ouro.  A edição de 2020 que seria realizada em Banguecoque na Tailândia foi cancelada devido a Pandemia de COVID-19.

## Quadro de medalhas
O quadro de medalhas foi publicado.
| Ordem | País          | Medalha de ouro | Medalha de prata | Medalha de bronze | Total |
| ----- | ------------- | --------------- | ---------------- | ----------------- | ----- |
| 1     | Japão         | 14              | 4                | 5                 | 23    |
| 2     | China         | 11              | 5                | 3                 | 19    |
| 3     | Índia         | 6               | 7                | 6                 | 19    |
| 4     | Uzbequistão   | 4               | 4                | 1                 | 9     |
| 5     | Taipé Chinesa | 3               | 4                | 6                 | 13    |
| 6     | Catar         | 3               | 2                | 0                 | 5     |
| 7     | Sri Lanka     | 2               | 1                | 2                 | 5     |
| 8     | Tailândia     | 1               | 3                | 1                 | 5     |
| 9     | Kuwait        | 1               | 0                | 0                 | 1     |
| 10    | Coreia do Sul | 0               | 5                | 9                 | 14    |
| 11    | Cazaquistão   | 0               | 5                | 6                 | 11    |
| 12    | Irão          | 0               | 2                | 2                 | 4     |
| 13    | Hong Kong     | 0               | 1                | 1                 | 2     |
| 14    | Iraque        | 0               | 1                | 1                 | 2     |
| 15    | Malásia       | 0               | 0                | 1                 | 1     |
| 15    | Vietname      | 0               | 0                | 1                 | 1     |
| Total | Total         | 45              | 45               | 45                | 135   |

## Medalhistas
Resultados completos foram publicados.

### Masculino
| Evento                      | Ouro                                                                                   | Ouro     | Prata                                                                       | Prata    | Bronze                                                                                     | Bronze   |
| --------------------------- | -------------------------------------------------------------------------------------- | -------- | --------------------------------------------------------------------------- | -------- | ------------------------------------------------------------------------------------------ | -------- |
| 100 metros                  | Kaito Kuroki · Japão                                                                   | 10.37    | Lin Po-hsun · Taipé Chinesa                                                 | 10.42    | Haruki Narushima · Japão                                                                   | 10.43    |
| 200 metros                  | Chen Jinfeng · China                                                                   | 20.81    | Sarawut Nuansri · Tailândia                                                 | 21.18    | Pengiran Aidil Auf Bin Hajam · Malásia                                                     | 21.37    |
| 400 metros                  | Ismail Doudai Abakar · Catar                                                           | 46.18    | Bae Geon-yul Coreia do Sul                                                  | 46.73    | Chen Cheng-an · Taipé Chinesa                                                              | 47.32    |
| 800 metros                  | Hironori Tachizako · Japão                                                             | 1:49.22  | Li An-yi · Taipé Chinesa                                                    | 1:49.44  | Shakeel · Índia                                                                            | 1:49.80  |
| 1 500 metros                | Jumpei Maseda · Japão                                                                  | 3.50.15  | Mustafa Mohsin Hezam Al-Khazaali · Iraque                                   | 3.52.19  | Hasan Mehdi · Índia                                                                        | 3.56.02  |
| 3 000 metros                | Sonata Nagashima · Japão                                                               | 8:19.49  | Kim Tae-hun Coreia do Sul                                                   | 8:41.14  | Mokhles Tuama Alshamkhee · Iraque                                                          | 8:42.26  |
| 5 000 metros                | Sonata Nagashima · Japão                                                               | 14:23.91 | Shivaji Paradhu Madappagoudra · Índia                                       | 14:49.06 | Kim Tae-hun Coreia do Sul                                                                  | 14:49.56 |
| 110 metros barreiras        | Hsieh Yuan-kai · Taipé Chinesa                                                         | 13.44    | Oumar Doudai Abakar · Catar                                                 | 13.68    | Liu Hiu Long · Hong Kong                                                                   | 13.73    |
| 400 metros barreiras        | Ismail Doudai Abakar · Catar                                                           | 49.30    | Ryoma Konno · Japão                                                         | 49.91    | Lin Chung-wei · Taipé Chinesa                                                              | 50.16    |
| 3.000 metros com obstáculos | Asahi Kuroda · Japão                                                                   | 8:39.83  | Sharuk Khan · Índia                                                         | 8:51.75  | Samir Eghbalighahyazi Irão                                                                 | 9:07.62  |
| 10 km marcha atlética       | Bao Xingzu · China                                                                     | 42:07.53 | Zhang Zhiwei · China                                                        | 42:50.71 | Shotaro Shimoike · Japão                                                                   | 44:05.50 |
| 4×100 metros estafetas      | Japão · Haruki Narushima · Kaito Kuroki · Yuta Sekiguchi · Eito Watanabe               | 39.76    | Coreia do Sul Kim Jeong-yoon Kim Dong-jin Bae Geon-yul Nwamadi Joel-jin     | 40.32    | Índia · Vallipi Hima Teja · Arijit Rana · Mohammad Reyan Basha · Dondapati Mrutyam Jayaram | 40.56    |
| 4×400 metros estafetas      | Tailândia · Methawi Kanhaaudom · Lakki Yuyamadu · Thawatchai Himaiad · Sarawut Nuansri | 3:08.34  | Índia · Deepak Singh · Sharan Megavarnam · Rihan Choudhary · Navpreet Singh | 3:08.79  | Coreia do Sul Kim Jeong-hyun Bae Geon-yul Na Hyun-joo Kim Jun-sung                         | 3:12.08  |
| Salto em altura             | Lo Tzu-chieh · Taipé Chinesa                                                           | 2.20 m   | Choi Jin-woo Coreia do Sul                                                  | 2.20 m   | Souta Haraguchi · Japão                                                                    | 2.18 m   |
| Salto com vara              | Seif Heneida · Catar                                                                   | 5.50 m , | Liu Rui · China                                                             | 5.15 m   | Rui Kitada · Japão                                                                         | 5.10 m   |
| Salto em comprimento        | Shu Heng · China                                                                       | 8.03 m   | Lin Ming Fu · Hong Kong                                                     | 7.49 m   | Zhang Hongming · China                                                                     | 7.34 m   |
| Salto triplo                | Miyao Manato · Japão                                                                   | 16.38 m  | Ma Yinglong · China                                                         | 16.22 m  | Malith Yasiru · Sri Lanka                                                                  | 15.82 m  |
| Arremesso de peso           | Siddharth Choudhry · Índia                                                             | 19.52 m  | Djibrine Adoum Ahmat · Catar                                                | 18.85 m  | Park Si-hoon Coreia do Sul                                                                 | 18.70 m  |
| Lançamento de disco         | Bhartpreet Singh · Índia                                                               | 55.66 m  | Sayfullaev Dunyozod · Uzbequistão                                           | 55.58 m  | Mohammadreza Ziyaii Irão                                                                   | 55.44 m  |
| Lançamento do martelo       | Mohamed Adel Khan · Kuwait                                                             | 64.78 m  | Mahdi Haft Cheshmeh Irão                                                    | 63.96 m  | Jang Young-min Coreia do Sul                                                               | 59.22 m  |
| Lançamento do dardo         | Huang Chao-hung · Taipé Chinesa                                                        | 72.85 m  | Shivam Lohakare · Índia                                                     | 72.34 m  | Choi Woo-jin Coreia do Sul                                                                 | 70.41 m  |
| Decatlo                     | Sunil Kumar · Índia                                                                    | 7003 pts | Nodir Norbaev · Uzbequistão                                                 | 6956 pts | Samandar Makhmudov · Uzbequistão                                                           | 6840 pts |

### Feminino
| Evento                      | Ouro                                   | Ouro     | Prata                             | Prata    | Bronze                             | Bronze   |
| --------------------------- | -------------------------------------- | -------- | --------------------------------- | -------- | ---------------------------------- | -------- |
| 100 metros                  | Xiong Shiqi · China                    | 11.62    | Liu Xiajun · China                | 11.85    | Athicha Phetkun · Tailândia        | 11.86    |
| 200 metros                  | Jennifer Saita · Japão                 | 23.99    | Athicha Phetkun · Tailândia       | 24.31    | Yang Mei-mei · Taipé Chinesa       | 24.33    |
| 400 metros                  | Rezoana Mallick Heena · Índia          | 53.32    | Tharushi Dissanayaka · Sri Lanka  | 53.71    | Jayeshi Uththara · Sri Lanka       | 55.52    |
| 800 metros                  | Tharushi Dissanayaka\| Predefinição:RI | 2:05.64  | Akbayan Nurmamet · Cazaquistão    | 2:10.22  | Qin Yingying · China               | 2:11.14  |
| 1 500 metros                | Laxita Sandilea · Índia                | 4:24.23  | Akbayan Nurmamet · Cazaquistão    | 4:24.92  | Nanaka Yonezawa · Japão            | 4:25.75  |
| 3 000 metros                | Kana Mizumoto · Japão                  | 9:16.93  | Bushra Khan · Índia               | 9:41.45  | Ayana Bolatbekkyzy · Cazaquistão   | 10:30.70 |
| 5 000 metros                | Nanaka Yonezawa · Japão                | 16:37.37 | Akari Masumoto · Japão            | 16:42.22 | Antima Pal · Índia                 | 17:17.12 |
| 100 metros barreiras        | Miki Hayashi · Japão                   | 13.64    | Chloe Pak Hoi Man · Hong Kong     | 13.91    | Kristina Ermola · Cazaquistão      | 14.57    |
| 400 metros barreiras        | Miku Takino · Japão                    | 58.92    | Nazanin Fatemeh Irão              | 1:00.01  | Anastassiya Koloda · Cazaquistão   | 1:00.40  |
| 3.000 metros com obstáculos | Dilshoda Usmanova · Uzbequistão        | 10:22.41 | Akbilek Kuralbai · Cazaquistão    | 10:35.44 | Lê Thị Thanh Nga · Vietname        | 11:09.05 |
| 10 km marcha atlética       | Chen Meiling · China                   | 46:11.08 | Ai Oyama · Japão                  | 46:56.24 | Yasmina Toxanbaeva · Cazaquistão   | 47:01.55 |
| 4×100 metros estafetas      | China                                  | 45.05    | Tailândia                         | 45.34    | Índia                              | 45.36    |
| 4×400 metros estafetas      | Índia                                  | 3:40.50  | Cazaquistão                       | 3:46.19  | Coreia do Sul                      | 3:47.46  |
| Salto em altura             | Barnokhon Saifullaeva · Uzbequistão    | 1.84 m   | Pooja · Índia                     | 1.82 m   | Lin Pei-hsuan · Taipé Chinesa      | 1.82 m   |
| Salto com vara              | Wei Lingxia · China                    | 3.95 m   | Chen Tzu-tsen · Taipé Chinesa     | 3.85 m   | Yen Tzu-hsin · Taipé Chinesa       | 3.75 m   |
| Salto em comprimento        | Huang Yingying · China                 | 6.24 m   | Susmita · Índia                   | 5.96 m   | Anastassiya Rypakova · Cazaquistão | 5.90 m   |
| Salto triplo                | Khushnoza Shavkatova · Uzbequistão     | 13.07 m  | Valeriya Safonova · Cazaquistão   | 12.78 m  | Viktoriya Popravkina · Cazaquistão | 12.65 m  |
| Arremesso de peso           | Lin Jiaxin · China                     | 15.91 m  | Malika Nasriddinova · Uzbequistão | 15.76 m  | Gao Yirui · China                  | 15.30 m  |
| Lançamento de disco         | Huang Jingru · China                   | 56.75 m  | Jiang Zhichao · China             | 55.23 m  | Yee Hye-min Coreia do Sul          | 48.60 m  |
| Lançamento do martelo       | Gao Jinyao · China                     | 64.92 m  | Elina Silyamiyeva · Uzbequistão   | 60.53 m  | Kim Tae-hee Coreia do Sul          | 59.97 m  |
| Lançamento do dardo         | Nozomi Sakurai · Japão                 | 50.02 m  | Chu Pin-hsun · Taipé Chinesa      | 49.38 m  | Yang Seok-ju Coreia do Sul         | 47.88 m  |
| Heptatlo                    | Ugiloy Norboyeva · Uzbequistão         | 5130 pts | Miki Hayashi · Japão              | 5095 pts | Lin Pei-hsuan · Taipé Chinesa      | 5070 pts |

### Misto
| Evento                 | Ouro                                                                                      | Ouro    | Prata                                                                | Prata   | Bronze                                                                  | Bronze  |
| ---------------------- | ----------------------------------------------------------------------------------------- | ------- | -------------------------------------------------------------------- | ------- | ----------------------------------------------------------------------- | ------- |
| 4×400 metros estafetas | Sri Lanka · Vinod Ariyawansha · Jayeshi Uththara · Shehan Dilranga · Tharushi Dissanayaka | 3:25.41 | Coreia do Sul Kim Jeong-hyun Lee Min-kyung Bae Geon-yul Sin Hyun-jin | 3:28.30 | Índia · Deepak Singh · Anushka Kumbhar · Navpreet Singh · Heena Mallick | 3:30.13 |